# Ahmed Rami
Ahmed Rami (ur. 2 grudnia 1946 w Maroku) – szwedzko-marokański publicysta i propagandysta. W Szwecji, gdzie mieszka od 1973, prowadził w latach 80. XX wieku małą stację radiową, Radio Islam propagującą antysemityzm i negacjonizm. Skazany w 1990, po głośnym procesie, przez Sąd Najwyższy na pół roku więzienia za propagowanie nienawiści rasowej. Od 1994 prowadzi stronę internetową o podobnym charakterze, uzupełnioną o materiały nazistowskie. Od kilku lat publikuje tam imienne listy Żydów szwedzkich.